# 375th Air Mobility Wing

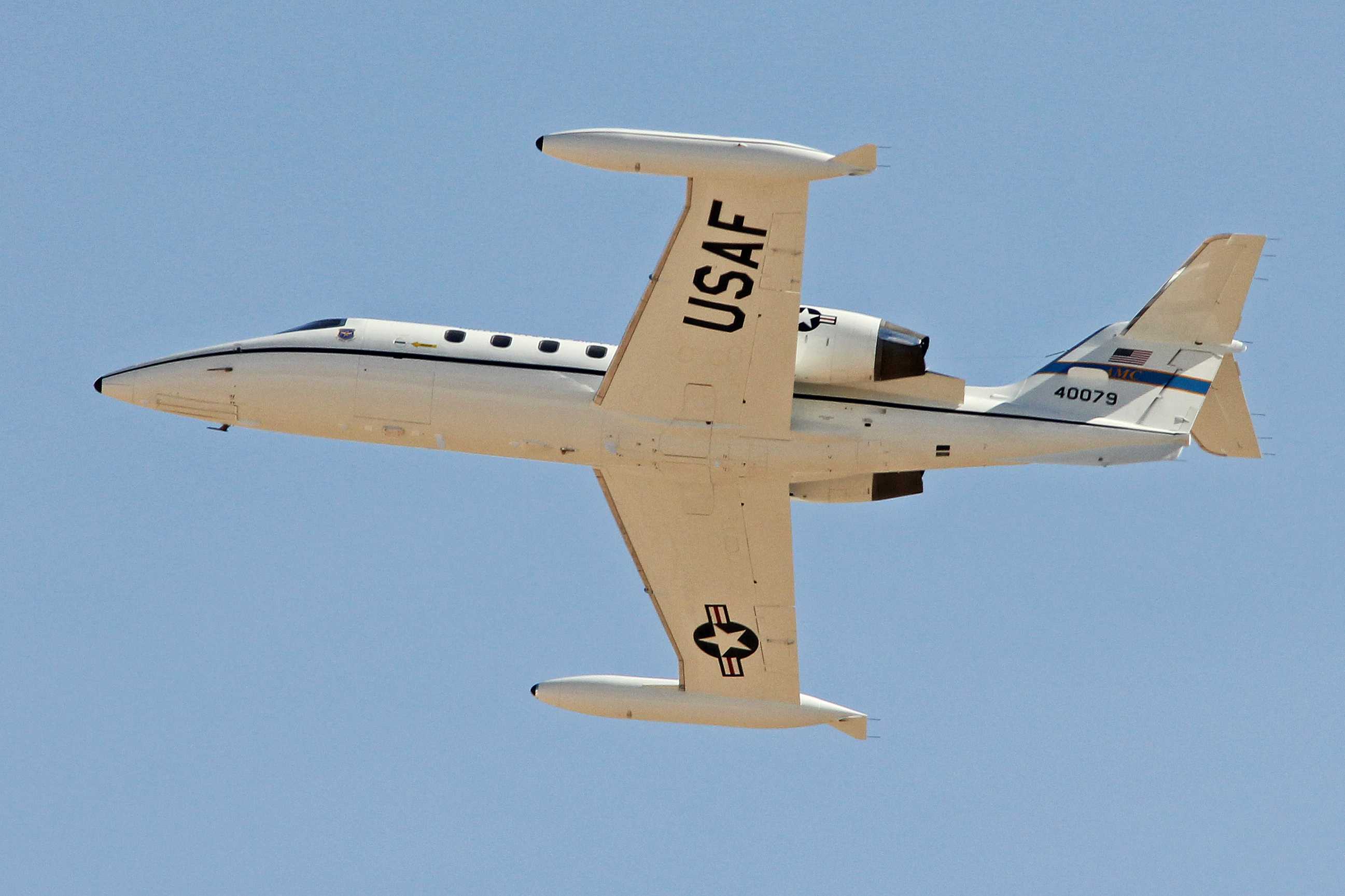
C-21A del 457th AS

Il 375th Air Mobility Wing è uno stormo da mobilità aerea dell'Air Mobility Command, inquadrato nella Eighteenth Air Force. Il suo quartier generale è situato presso la Scott Air Force Base, in Illinois.

## Organizzazione
Attualmente, al maggio 2017, esso controlla:
- 375th Operations Group, striscia di coda blu con scritta dorata AMC
  - 375th Operation Support Squadron
  - 375th Aeromedical Evacuation Squadron
  - 457th Airlift Squadron, distaccato presso la Joint Base Andrews-Naval Air Facility Washington, Maryland - Equipaggiato con 8 C-21A
  -  458th Airlift Squadron, Formal Training Unit - Equipaggiato con 8 C-21A
  - 54th Airlift Squadron - Unità associata al 73th Airlift Squadron, 932nd Airlift Wing, Air Force Reserve Command
  -  906th Air Refueling Squadron - Unità associata al 108th Air Refueling Squadron, 126th Air Refueling Wing, Illinois Air National Guard
  - Detachment 1, 375th OG, distaccato presso il Mike Monroney Aeronautical Center, Oklahoma City, Oklahoma - Equipaggiato con 2 NC-21A
- 375th Medical Group
  - 375th Aerospace Medical Squadron
  - 375th Dental Squadron
  - 375th Medical Operations Squadron
  - 375th Medical Support Squadron
- 375th Mission Support Group
  - 375th Civil Engineer Squadron
  - 375th Contracting Squadron
  - 375th Logistics Readiness Squadron
  - 375th Force Support Squadron
  - 375th Security Forces Squadron
- 375th Communication Group
  - 375th Communications Squadron
  - 375th Communications Support Squadron